# Fabryka Markusa Silbersteina
Fabryka Markusa Silbersteina (późn. Zakłady Przemysłu Dziewiarskiego im. Ofiar 10 września 1907 roku, Zakłady Przemysłu Dziewiarskiego „Olimpia”) – fabryka znajdująca się w Łodzi przy ul. Piotrkowskiej 242/250 wybudowana przez fabrykanta, Markusa Silbersteina.

## Historia
Jako pierwszy, nowego założenia fabrycznego, został wybudowany w 1894 roku budynek stojący szczytem do frontu ulicy Piotrkowskiej. Pełnił on funkcję biurowo-mieszkalną. Budynek tkalni został wzniesiony w 1896 roku według projektu Adolfa Zeligsona, absolwenta Wyższej Szkoły Rzemieślniczej w Łodzi oraz petersburskiego Instytutu Inżynierów Cywilnych.
W 1900 roku Markus Silberstein zatrudniał w fabryce około 800 robotników. W 1907 w fabryce zginął syn Markusa Silbersteina Mieczysław Silberstein, zamordowany przez robotników, w związku z odmówieniem im zapłaty. Po I wojnie światowej przedsiębiorstwo nawiązało współpracę z „Piotrkowską Manufakturą”. Do roku 1938 przed gmachem tkalni, we froncie ulicy, stały parterowe domki tkaczy wybudowane po regulacji w latach 1824–1828 osady Łódka. Po II wojnie światowej działały tu Zakłady Przemysłu Dziewiarskiego im. Ofiar 10 września 1907 roku. W późniejszym okresie fabrykę przemianowano na Zakłady Przemysłu Dziewiarskiego „Olimpia”.

## Architektura
Budynek tkalni stylizowany jest na gotycką budowlę obronną. Fronton ma 60 m długości i na narożnikach ma dwie wieże. Tkalnia stanowi dziś jeden z najciekawszych przykładów XIX-wiecznej architektury przemysłowej na terenie Łodzi.